# Sphyraena picudilla
 Sphyraena picudilla és un peix teleosti de la família dels esfirènids i de l'ordre dels perciformes.

## Morfologia
Pot arribar als 61 cm de llargària total.

## Distribució geogràfica
Es troba a les costes de l'Atlàntic occidental (des de Bermuda, Florida i les Bahames fins a Uruguai).